# Paleosula stocktoni
Paleosula stocktoni — викопний вид сулоподібних птахів родини сулових (Sulidae), що існував в міоцені в Північній Америці. Рештки знайдені в кар'єрі неподалік Лос-Анджелеса (Каліфорнія, США).